# Helianthemum pseudocinereum
Helianthemum pseudocinereum är en solvändeväxtart som beskrevs av Pérez Dacosta och Gonzalo Mateo. Helianthemum pseudocinereum ingår i släktet solvändor, och familjen solvändeväxter. Inga underarter finns listade i Catalogue of Life.